# Мулуалем Тешаме
Мулуалем Тешаме (9 грудня 1987) — ефіопський плавець.
Учасник Олімпійських Ігор 2012 року.